# Jóvito Villalba
Jóvito Rafael Villalba Gutiérrez (Pampatar, 23 de marzo de 1908-Caracas, 8 de julio de 1989) fue un catedrático constitucionalista y político venezolano, considerado uno de los grandes partícipes de la construcción de la democracia venezolana en el siglo XX y uno de los grandes oradores latinoamericanos de su generación. Villalba se destacó entre los representantes de la oposición durante los gobiernos militares de la hegemonía andina y del perezjimenismo, y eventualmente como secretario general del partido de tendencia liberal Unión Republicana Democrática.

## Biografía

### Primeros años e inicio en la carrera política

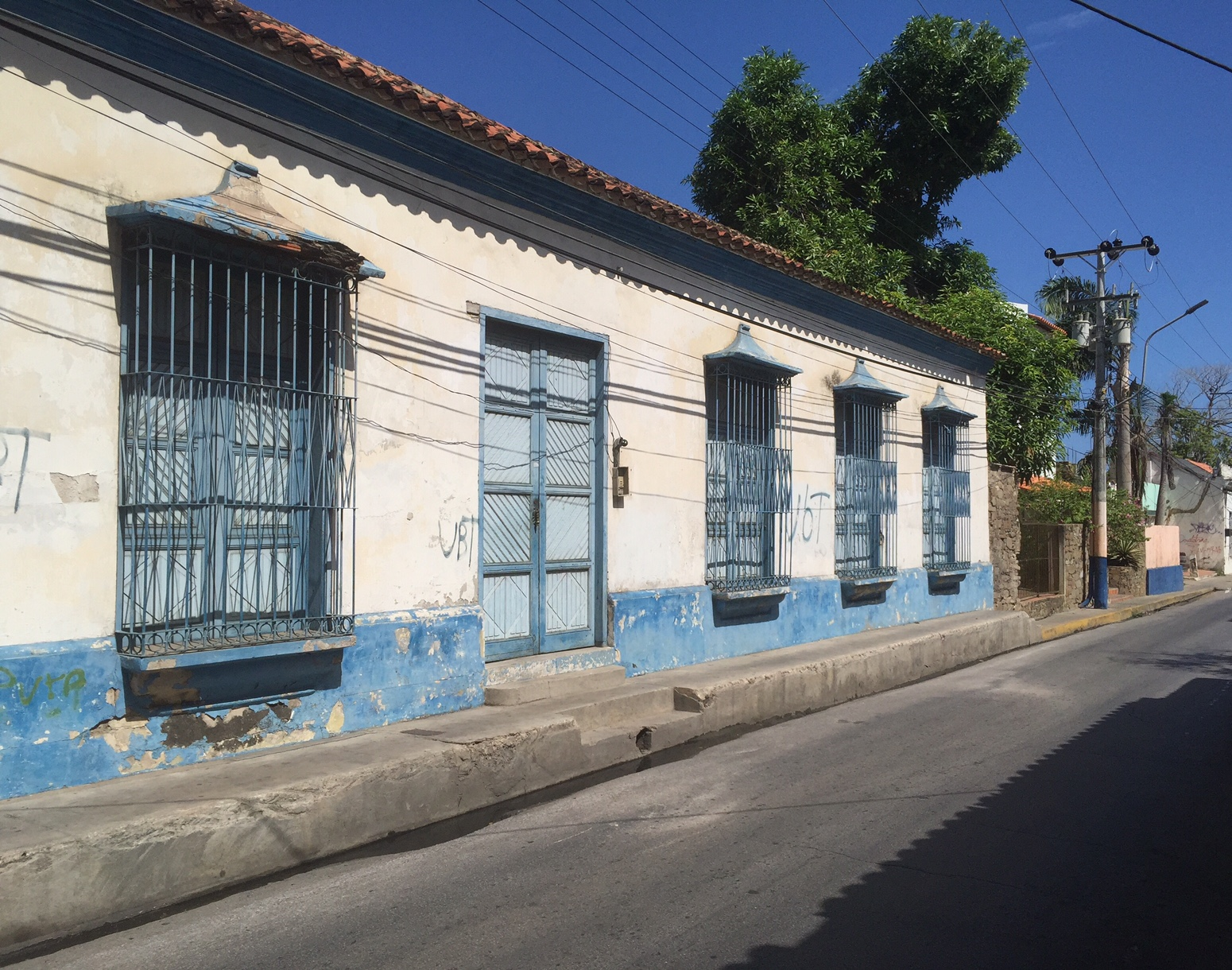
Casa natal de Jóvito Villalba.

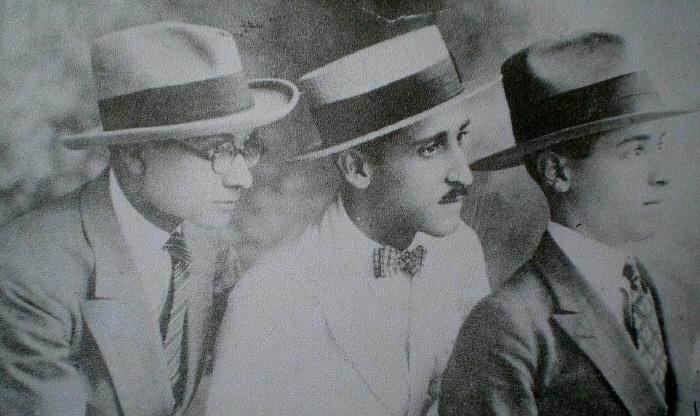
Rómulo Betancourt, Joaquín Gabaldón Márquez y Jóvito Villalba en 1928

El 6 de febrero de 1928, en ocasión de la Semana del Estudiante, Villalba pronunció en el Panteón Nacional un discurso en contra de la dictadura de Juan Vicente Gómez que lo haría célebre.

Ante la conciencia libre de América surge íntegro, encendido de fuerza, en grito de una protesta unánime, el mismo ideal de fraternidad latinoamericana que cien años antes cupo holgado en la mirada visionaria del Libertador. En tierras de Venezuela ha vuelto a sonar el momento del héroe que se revela como una campanada para esta tumba gloriosa en la inquietud de nosotros, que es la inquietud del gesto que ha de venir. Libertador, ha llegado de nuevo la hora de que tu acción coincida para nosotros en este momento de definirnos ante el destino y ante nosotros mismos. Habla, ¡oh padre!, ante la universidad, donde se forjó la patria hace años y pueda oírse otra vez tu voz rebelde de San Jacinto.
Jóvito Villalba, Discurso ante el Pantéon Nacional, 1928.

Villalba participó en el célebre cuartelazo en San Carlos, el 7 de abril de 1928. En 1929 fue apresado y encerrado en la cárcel de La Rotunda. Un año más tarde fue enviado al Castillo San Felipe en Puerto Cabello, en donde pasó seis años. Aprovechó su tiempo en la prisión para estudiar inglés, francés, alemán y otras disciplinas con sus compañeros de encierro y efectivamente creando una “escuela” para analfabetos. En 1934 fue expatriado a Trinidad donde permaneció hasta 1936, cuando tras la muerte de Gómez recibió el indulto de Eleazar López Contreras. Villalba fue el primero de todos los desterrados políticos en regresar a Venezuela. Fue uno de los firmantes del Plan de Barranquilla de 1931. 
A lo largo de su vida y entre las vicisitudes de su carrera política el doctor Villalba fue catedrático de Derecho Constitucional en la Facultad de Derecho de la Universidad Central de Venezuela y de otras materias en las Escuelas de Economía y Periodismo.

### Líder del partido URD
Funda con Rómulo Betancourt y otros dirigentes el Partido Democrático Nacional (PDN), que posteriormente se divide. Es expulsado nuevamente y cuando regresa se mantiene independiente, reanuda sus estudios y finalmente se gradúa de abogado en 1943. El 10 de diciembre de 1945 funda Unión Republicana Democrática (URD), un partido de tendencia liberal, democrática y nacionalista, como él lo definía. Fue detenido durante el Trienio Adeco en diciembre de 1946 y liberado en enero de 1947.
En 1952 participa con su partido en la contienda electoral para integrar la Asamblea Nacional Constituyente. El 2 de diciembre de 1952 se realizan las elecciones organizadas por la Junta Militar que presidía en ese momento. Los primeros resultados parciales dan al URD con amplia mayoría de votos, luego un largo silencio durante el proceso ocurre un informe a las 8:00 p. m. habla el Marcos Pérez Jiménez del partido oficialista Frente Electoral Independiente (FEI) y anuncia que ha renunciado la Junta Militar y que ha sido nombrado presidente provisional Pérez Jiménez. Estas elecciones fueron consideradas fraudulentas por la oposición política a Pérez Jiménez y en ellas participaron tres partidos: el oficialista FEI, COPEI y URD. El Consejo Supremo Electoral presenta su renuncia ante este fraude. Jovito Villalba es convocado a una reunión que resulta una emboscada y es expulsado del país.

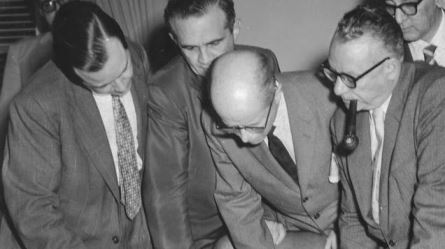
Rafael Caldera, Jóvito Villalba y Rómulo Betancourt reunidos en el apartamento de Ignacio Luis Arcaya, en la ciudad de Nueva York.

En 1957, desde el exilio, es uno de los propulsores de la Junta Patriótica que se crea en Caracas. En el año 1958 se convierte en uno de los firmantes principales del Pacto de Puntofijo que sentaría las bases del sistema democrático incipiente. En las elecciones de ese mismo año fue elegido diputado, a la vez que contribuye con su partido en la candidatura de Wolfgang Larrazábal, que alcanza el segundo lugar detrás de Rómulo Betancourt En 1963 se lanza por primera vez como candidato a la Presidencia de la República, y obtiene 551.266 votos (tercer lugar, con 18,87% de los votos). En 1973 vuelve a ser candidato presidencial, pero obtiene un menor porcentaje de votos que en 1963.